# José Luis Ráez
José Luis Ráez Gómez fue un periodista y político peruano.
Fue fundador de La Gaceta Municipal un periódico huancaíno que se publicó entre 1898 y 1899 como un medio de comunicación del Consejo Municipal de la ciudad. Fue elegido en 1913 como senador suplente del departamento de Junín. Cumplió su mandato durante los gobiernos de Guillermo Billinghurst, Oscar R. Benavides y el segundo gobierno de José Pardo. 